# Наталия Володичева
Наталия Андреевна Володичева (на руски: Наталья Андреевна Володичева) е руски географ– криолитолог и глациолог, доцент в Московския държавен университет.

## Биография
Родена е на 9 март 1939 г. в Москва. През 1956 г. завършва със сребърен медал средното си образование в Москва, а през 1961 г. геоморфология в Московския държавен университет. След завършването си работи в университета като старши лаборант, младши научен сътрудник и старши инженер. През 1972 г. чрез конкурс е избрана за асистент. От 1981 г. е доцент по криолитология и глациология. През 1979 г. защитава дисертация на тема „Лавинна опасност по трасето на Байкало-Амурската магистрала“.

## Научна дейност
Научните ѝ интереси са свързани с режима и еволюцията на планинските ледници и други нивално-глациални планински системи. Изследва закономерностите в разпространението, строежа и свойствата на снежната покривка в планините и в равнините. Извършва оценка и картографиране на лавинната опасност в планините. Провежда стационарни и полеви лавинни изследвания. Анализира екологични проблеми и задачи свързани с рекреацията и туризма във високопланинските части на Кавказ.
В продължение на повече от 40 години извършва полеви изследвания в Кавказ, Алпите, Камчатка, Курилските острови, Хибин, Прибайкалието, Задбайкалието и Далечния Изток. Наталия Володичева е водещ специалист по глациология и в изучаване на снежната покривка и лавините. Разработва и развива новите направления – глациоекология и рекреационна глациология.
Чете лекции в Хумболтовия университет в Берлин и „Лудвиг Максимилиан“ в Мюнхен. В продължение на повече от 10 години провежда учебни практики на студенти по география от Варшава, Будапеща, Братислава, Прага, Берлин и Мюнхен. От 1990 до 2001 г. е ръководител на международен географски проект в сътрудничество с университетите в Берлин и Мюнхен.
Член е на Международната глациологична асоциация. Редактор е на „Материали за глациологични изследвания“. През 2002 г. получава премия „Михаил Ломоносов“ за педагогическа дейност.
В Московския държавен университет чете лекции по глациология, лавиноведение, снежна покривка на Земята, рекреационна глациология, съвременни проблеми на глациологията. Лектор е в Института за повишаване на квалификацията на учители в Налчик, Кабардино-Балкария.
В продължение на 20 години ръководи зимни експедиции към катедрата и е сред ръководителите на студентски научни разработки. Под нейно ръководство са защитени над 100 курсови и дипломни работи, както и две докторски дисертации.

## Научни трудове
Публикува 136 научни публикации, по-значимите са:
- Лавиноопасные районы Советского Союза (1970, разделы);
- Region of the Elbrus (1971)
- Северный Кавказ (пътеводител, 1976)
- Лавинная и селевая опасность на трассе БАМ (1980, раздел)
- Gletscher und Landschaften des Slbrusgebietes (1998, раздел)
- Позднеплейстоценовые и голоценовые колебания ледников, Ц. Кавказа (2001, в съавторство)
- The Phisical Geography of North Eurasia: Russia and Neighbouring States. Caucasus (2002)
- карты Лавиноопасные районы СССР (1971, в съавторство)
- 18 карт Атласа снежно-ледовых ресурсов Мира (1997)
- География, общество, окружающая среда. Т. 1.
- Структура, динамика, эволюция природных геосистем (2004, разделы), т. 4.

## Награди
- 1971 г. – Медал „За доблестен труд (За воинска доблест). В честванията на 100-годишнината от рождението на Владимир Илич Ленин
- 1984 г. – Медал „Ветеран на труда“
- 2005 г. – Заслужил работник във висшите училища на Руската федерация

|  | Тази страница частично или изцяло представлява превод на страницата „Володичева, Наталья Андреевна“ в Уикипедия на руски. Оригиналният текст, както и този превод, са защитени от Лиценза „Криейтив Комънс – Признание – Споделяне на споделеното“, а за съдържание, създадено преди юни 2009 година – от Лиценза за свободна документация на ГНУ. Прегледайте историята на редакциите на оригиналната страница, както и на преводната страница, за да видите списъка на съавторите. ВАЖНО: Този шаблон се отнася единствено до авторските права върху съдържанието на статията. Добавянето му не отменя изискването да се посочват конкретни източници на твърденията, които да бъдат благонадеждни. |